# Опсада Никеје (1328—1331)
Опсада Никеје (1328–1331) довела је до пада овог важног византијског града под Османску власт. Освајање Никеје је одиграо важну улогу у ширењу Османског емирата.

## Опсада
Након освајања Цариграда од Латина, Византинци покушавају да обнове контролу над грчким територијама. Због тога је највећи део војске био ангажован на Пелопонезу и у Анадолији. То је ослабило контролу над облашћу око Никеје. До 1326. године територија око града пада у руке Османа I. Године 1328. Орхан, Османов син, започиње опсаду града. Опсада се одужила јер су браниоци града пронашли начин да снабдевају град храном и водом кроз луку града.
Андроник је 1329. године покушао да разбије опсаду, али је поражен код Пелеканона након чега се повлачи назад у Цариград. Град је освојен 1331. године.

## Значај
Никеја је била у муслиманским рукама и раније. Турци су је контролисали све до 1097. године када крсташи Првог похода освајају град у корист цара Алексија. У време Латинског царства, Никеја је била центар грчке државе (Никејско царство). До пада 1331. године, овај град је представљао најзначајније византијско упориште у Малој Азији. Пад овог града омогућио је Турцима да лако освоје и остале територије у Малој Азији.